# Die Waffen der Jugend
Die Waffen der Jugend er en tysk stumfilm fra 1913 af Robert Wiene og Friedrich Müller.

## Medvirkende
- Gertrud Gräbner som May.
- Curt Maler som Cornelius.
- Hans Staufen som Peter.
- Conrad Wiene som Hans.